# Osechi

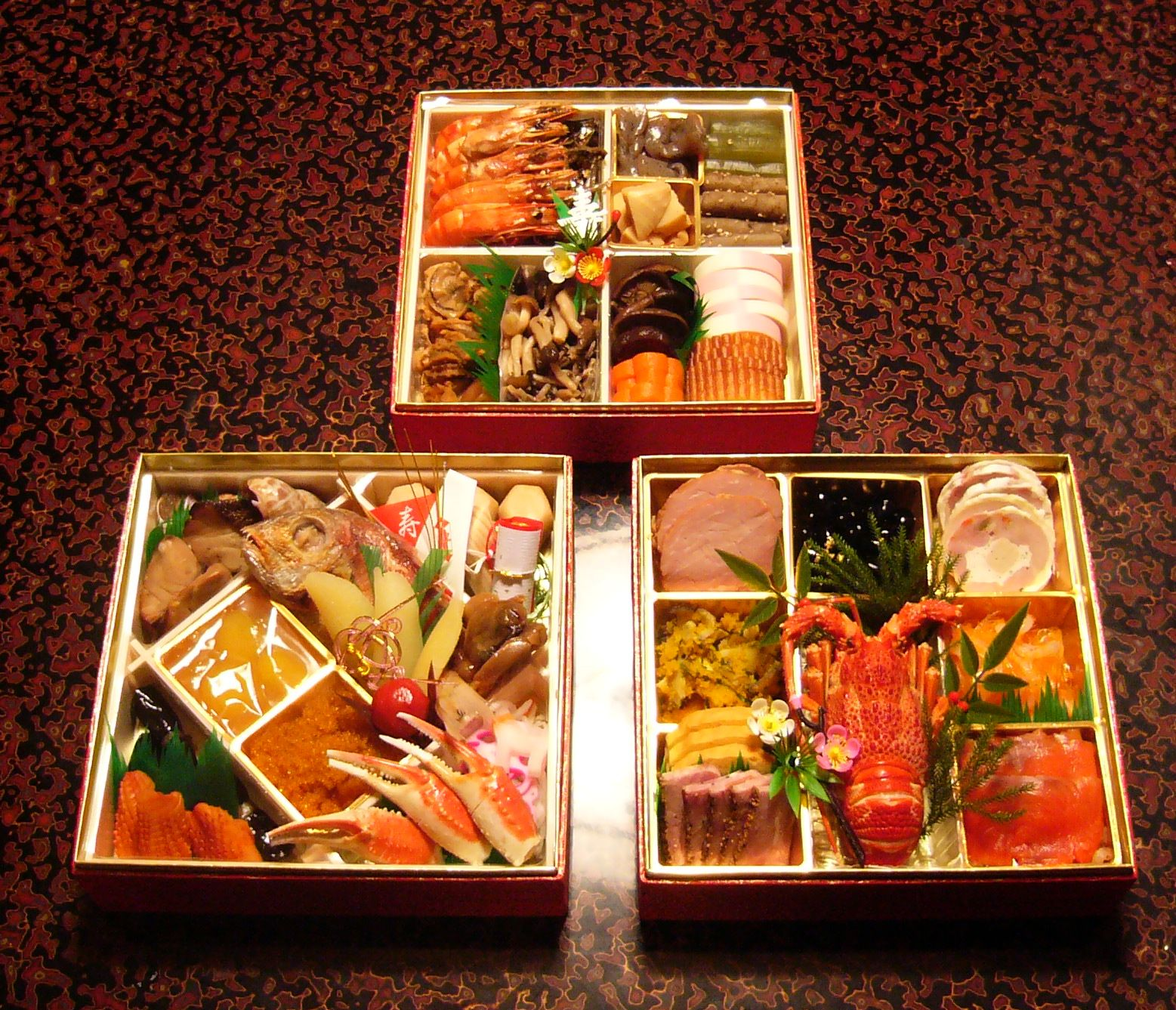
Un exemplu de osechi-ryōri

Osechi sau osechi-ryōri (御節料理 sau お節料理) sunt mâncăruri tradiționale de Anul Nou Japonez. Tradiția a început în era Heian (794-1185). Osechi pot fi recunoscute ușor datorită cutiei speciale numită jūbako, care seamănă cu cutiile bentō. 
Mâncărurile din care se compun osechi au fiecare o semnificație specială în legătură cu Anul Nou, prin asociație cu pronunția lor. Unele exemple:
- Daidai (橙), portocală japoneză amară. Daidai înseamnă "din generație în generație" (dar scris cu kanji diferite, 代々. Ca și kazunoko de mai jos, simbolizează o dorință pentru copii pentru noul an.
- Datemaki (伊達巻 sau 伊達巻き), omletă dulce rulată amestecată cu pastă de pește sau creveți tocați. Simbolizează dorința pentru multe zile de bun augur.
- Kamaboko (蒲鉾), pastă de pește coaptă. Culorile și forma seamănă cu soarele care răsare, simbolul Japoniei.
- Kazunoko (数の子), icre de hering. Kazu înseamnă "număr" iar ko înseamnă "copil". Simbolizează dorința de a avea mulți copii în anul nou.
- Kobumaki (昆布), ruladă de kombu (un fel de iarbă de mare). Pronunția este asociată cu yorokobu, care înseamnă "a fi fericit".
- Kuro-mame (黒豆), fasole soia neagră. Mame înseamnă și "sănătate," simbolizând dorința de a a fi sănătos în anul nou.
- Tai (鯛), plătică roșie de mare. Tai este asociat cu cuvântul japonez medetai, care înseamnă „de bun augur”.
- Tazukuri (田作り), sardine uscate fierte în sos de soia. Sensul literal al tazukuri este "făcător de orezărie", deoarece peștele a fost folosit mai demult pentru fertilizarea câmpurilor de orez. Simbolizează o recoltă bogată.
- Zōni (雑煮), o supă de găluște de orz numite mochi în supă clară (în estul Japoniei) sau supă miso (în vestul Japoniei).
- Ebi (エビ), creveți la țap fierți cu sake și sos soia.
- Nishiki tamago (錦卵), ruladă de ouă; oul este separat înainte de fierbere, galbenul simbolizând aurul, iar albul simbolizând argintul.
- Kurikinton (栗きんとん), piurè de cartofi dulci cu castane comestibile. Castanele sunt întotdeauna asociate cu bun augur.

## Istoria
Termenul osechi se referea originar la o-sechi, o perioadă semnificativă. Anul Nou era una din cele cinci festivaluri periodice (節句 sekku) de la Curtea imperială din Kyoto. Acest obicei de a sărbători zile specifice a fost introdus în Japonia din China.
Mai demult, era interzisă folosirea vatrei sau gătirea în primele trei zile ale anului nou cu excepția gătirii supei zoni. Osechi se gătea la sfârșitul anului, și se mânca în primele zile ale anului nou, deoarece nu se strică ușor.
În primele variante, osechi era doar nimono, zarzavaturi fierte cu sos soia și zahăr sau mirin (un fel de sake dulce). Astăzi osechi poate însemna orice mâncare pregătită pentru Anul Nou. În mod tradițional se gătesc acasă, dar mai nou se pot cumpăra.
În ajunul Anului nou se mănâncă toshi-koshi soba (年越し蕎麦). Termenul înseamnă "tăiței de hrișcă de trecere în anul nou." Simbolismul atribuit acestei mâncări este viață lungă ca tăițeii. 

## Galerie

Datemaki (în prim-plan) și kamaboko
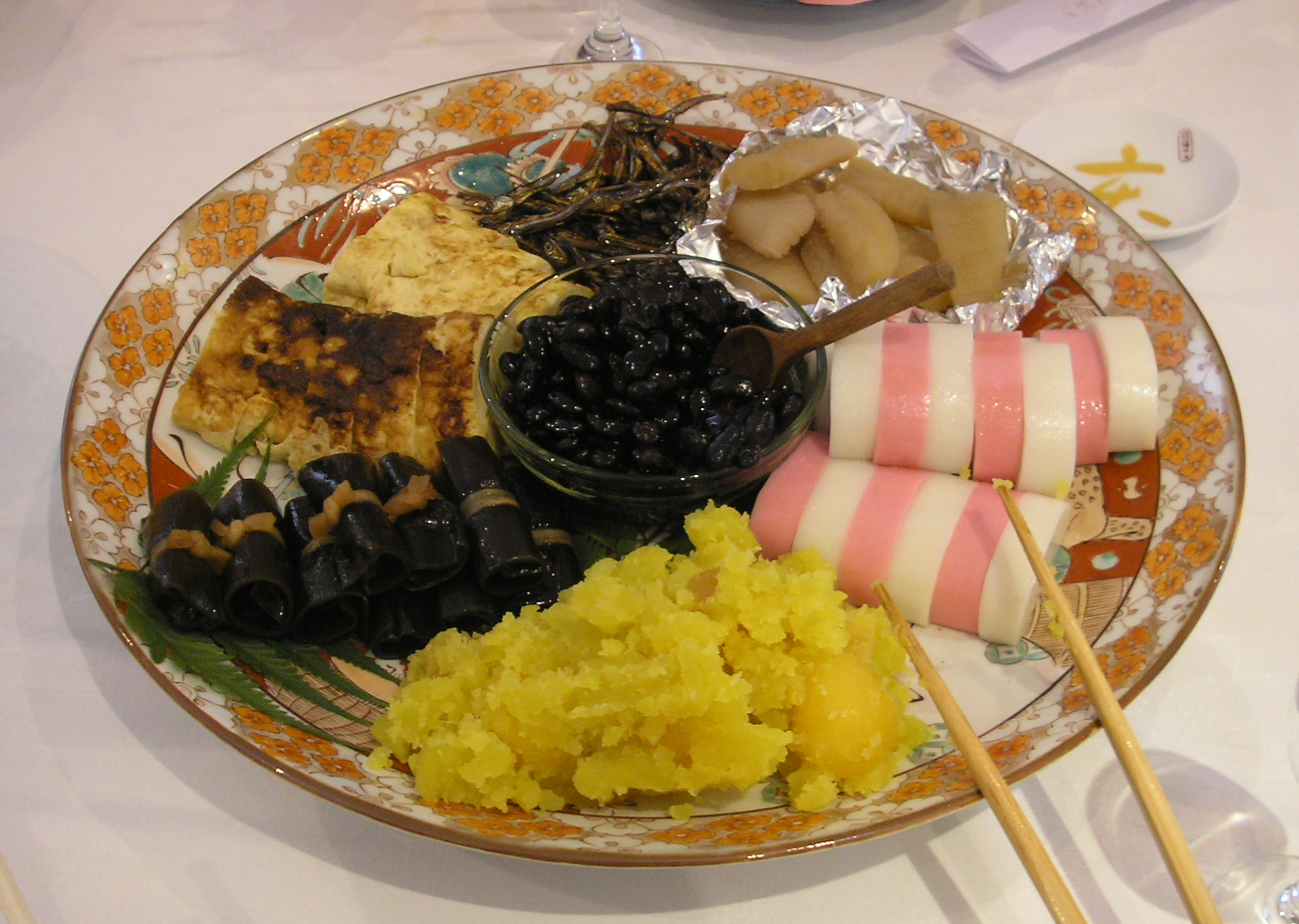
Kurikinton, kuromame, kobumaki, nishikitamago, datemaki, tazukuri